# Jewhen Tymtschenko
Jewhen Wolodymyrowytsch Tymtschenko (ukrainisch Євген Володимирович Тимченко, russisch Евгений Владимирович Тимченко/Jewgeni Wladimirowitsch Timtschenko; * 24. Mai 1996 in Kiew) ist ein ehemaliger ukrainischer Eishockeyspieler, der zuletzt bis beim Kiew Hockey Club in der ukrainischen Eishockeyliga spielte.

## Karriere
Jewhen Tymtschenko begann seine Karriere bei Molodaja Gwardija Donezk, dem Nachwuchsteam des HK Donbass Donezk, in der russisch dominierten Juniorenliga Molodjoschnaja Chokkeinaja Liga. Anschließend war er für deren Ligakonkurrenten Kristall Berdsk und den MHK Klin Sportivnyi aus der darunter angesiedelten Molodjoschnaja Chokkeinaja Liga B aktiv. 2015 wechselte er zum HK Donbass Donezk in die ukrainische Eishockeyliga. Bereits im Dezember desselben Jahres zog es ihn jedoch in seine Geburtsstadt, wo er für den HK Generals Kiew auf dem Eis Stand. Im November 2016 wechselte er zum Ligarivalen HK Krywbass, bei dem er die Saison beendete. Von 2017 bis 2019 ist er für den HK Bilyj Bars Bila Zerkwa aktiv. Anschließend beendete er im Alter von nur 23 Jahren seine Karriere, kehrte aber 2022/23 noch einmal für sechs Partien beim Kiew Hockey Club auf das Eis zurück.

### International
Im Juniorenbereich spielte Tymtschenko für die Ukraine bei der U18-Weltmeisterschaft 2014 sowie den U20-Weltmeisterschaften 2014, 2015 und 2016, als er Kapitän der ukrainischen Auswahl war, jeweils in der Division I.
Mit der Herren-Auswahl nahm Tymtschenko erstmals an der Weltmeisterschaft 2016 teil, als der Aufstieg von der B- in die A-Gruppe der Division I gelang.

## Erfolge und Auszeichnungen
- 2016 Aufstieg in die Division I, Gruppe A, bei der Weltmeisterschaft der Division I, Gruppe B